# Спартак (телесериал)
«Спарта́к» (англ. Spartacus) — американский исторический телесериал, показ которого начался на кабельном канале Starz с 22 января 2010 года. Основную фабулу сериала составляет история Спартака, предводителя одного из крупнейших восстаний рабов в Римской республике в период 74 до н. э. — 71 до н. э. Исполнительные продюсеры Стивен С. Денайт и Роберт Таперт сосредоточились на структурировании событий смутной ранней жизни Спартака, ведущей к началу исторических записей.
После завершения первого сезона под названием «Спартак: Кровь и песок» производство второго сезона было отложено, так как исполнителю главной роли Спартака Энди Уитфилду диагностировали неходжкинскую лимфому. В компании Starz было принято решение о выпуске шести-серийного мини-сериала приквела под названием «Спартак: Боги арены». Болезнь актёра вернулась, и он умер 11 сентября 2011 года. В последующих сезонах сериала роль Спартака исполнил Лиам Макинтайр. Второй сезон получил название «Спартак: Месть». 4 июня 2012 года, Starz объявило о третьем и финальном сезоне под названием «Спартак: Война проклятых». В 2023 году началась работа над спин-оффом — 10-серийным сериалом «Спартак: Дом Ашура».

## Сюжет
Сериал начинается на фоне союзных действий фракийских племён с римскими войсками против гетов. Римский легат Гай Клавдий Глабр, побуждаемый честолюбием и уговорами жены, решает перевести свои войска для противодействия Митридату. В ответ на это фракийцы считают союзный договор нарушенным и возвращаются на защиту своих домов от гетов. Взбешённый Глабр объявляет фракийцев дезертирами и пленит одного из их лидеров — Спартака, обращая последнего и его жену в рабство. Спартака в кандалах отправляют в Капую, а его жену продают сирийскому работорговцу. Пленные фракийцы предназначены для их убийства на арене во время фестиваля, посвящённого тестю Глабра — сенатору Альбинию, однако Спартак побеждает в своём бою и его покупает ланиста Квинт Лентулий Батиат для своей школы гладиаторов.

## В ролях
| Персонаж                | Актёр                 | Появление в сезонах | Появление в сезонах | Появление в сезонах | Появление в сезонах | Появление в сезонах |                   |
| Персонаж                | Актёр                 | 1                   | П                   | 2                   | 3                   | Э.                  |                   |
| Гладиаторы и рабы       | Гладиаторы и рабы     | Гладиаторы и рабы   | Гладиаторы и рабы   | Гладиаторы и рабы   | Гладиаторы и рабы   | Гладиаторы и рабы   | Гладиаторы и рабы |
| ----------------------- | --------------------- | ------------------- | ------------------- | ------------------- | ------------------- | ------------------- | ----------------- |
| Спартак                 | Энди Уитфилд          | 13                  | 6                   |                     |                     | 39                  |                   |
| Спартак                 | Лиам Макинтайр        |                     |                     | 10                  | 10                  | 39                  |                   |
| Крикс                   | Ману Беннет           | 13                  | 6                   | 10                  | 8                   | 37                  |                   |
| Невия                   | Лесли-Энн Брандт      | 11                  | 6                   |                     |                     | 35                  |                   |
| Невия                   | Синтия Аддай-Робинсон |                     |                     | 8                   | 10                  | 35                  |                   |
| Эномай                  | Питер Менса           | 12                  | 6                   | 10                  |                     | 28                  |                   |
| Ашур                    | Ник Э. Тарабей        | 12                  | 6                   | 10                  |                     | 28                  |                   |
| Варрон                  | Джай Кортни           | 10                  |                     |                     |                     | 10                  |                   |
| Барка                   | Антонио Те Майоха     | 6                   | 6                   |                     |                     | 12                  |                   |
| Сура                    | Эрин Каммингс         | 6                   |                     |                     |                     | 6                   |                   |
| Агрон                   | Дэн Фьюрригал         | 6                   |                     | 10                  | 10                  | 26                  |                   |
| Мира                    | Катарина Лоу          | 5                   |                     | 10                  |                     | 15                  |                   |
| Аурелия                 | Брук Уильямс          | 5                   |                     | 1                   |                     | 6                   |                   |
| Ганник                  | Дастин Клэр           |                     | 6                   | 7                   | 10                  | 23                  |                   |
| Мелитта                 | Мариса Рамирес        |                     | 5                   |                     |                     | 5                   |                   |
| Насир                   | Пана Хема Тейлор      |                     |                     | 9                   | 10                  | 19                  |                   |
| Сакса                   | Эллен Холлман         |                     |                     | 4                   | 10                  | 14                  |                   |
| Донар                   | Хит Джонс             |                     |                     | 10                  | 7                   | 17                  |                   |
| Коре                    | Дженна Линд           |                     |                     |                     | 10                  | 10                  |                   |
| Сибил                   | Гвендолин Тейлор      |                     |                     |                     | 9                   | 9                   |                   |
| Римляне                 |                       |                     |                     |                     |                     |                     |                   |
| Квинт Лентулий Батиат   | Джон Ханна            | 13                  | 6                   |                     |                     | 19                  |                   |
| Лукреция                | Люси Лоулесс          | 13                  | 6                   | 10                  |                     | 29                  |                   |
| Илития                  | Вива Бьянка           | 11                  |                     | 10                  |                     | 21                  |                   |
| Гай Клавдий Глабр       | Крейг Паркер          | 3                   |                     | 10                  |                     | 13                  |                   |
| Солониус                | Крэйг Уолш Райтсон    | 8                   | 6                   |                     |                     | 14                  |                   |
| Тиллиус                 | Стивен Ловатт         |                     | 6                   |                     |                     | 6                   |                   |
| Гайя                    | Джейми Мюррей         |                     | 4                   |                     |                     | 4                   |                   |
| Титус Лентулус Батиатус | Джеффри Томас         |                     | 5                   | 1                   |                     | 6                   |                   |
| Веттиус                 | Гарет Уилльямс        |                     | 5                   |                     |                     | 5                   |                   |
| Сеппиус                 | Том Хоббс             |                     |                     | 5                   |                     | 5                   |                   |
| Сеппия                  | Ханна Мэнган-Лоренс   |                     |                     | 9                   |                     | 9                   |                   |
| Публий Вариний          | Бретт Такер           |                     |                     | 5                   |                     | 5                   |                   |
| Марк Лициний Красс      | Саймон Мерреллс       |                     |                     |                     | 10                  | 10                  |                   |
| Тибериус Лициний Красс  | Кристиан Антидорми    |                     |                     |                     | 10                  | 10                  |                   |
| Гай Юлий Цезарь         | Тодд Ласанс           |                     |                     |                     | 9                   | 9                   |                   |
| Лаэта                   | Анна Хатчисон         |                     |                     |                     | 10                  | 10                  |                   |

## Список эпизодов
| Сезон | Сезон   | Эпизоды | Оригинальная дата показа | Оригинальная дата показа |
| Сезон | Сезон   | Эпизоды | Премьера сезона          | Финал сезона             |
| ----- | ------- | ------- | ------------------------ | ------------------------ |
|       | 1       | 13      | 22 января 2010           | 16 апреля 2010           |
|       | Приквел | 6       | 21 января 2011           | 25 февраля 2011          |
|       | 2       | 10      | 27 января 2012           | 30 марта 2012            |
|       | 3       | 10      | 25 января 2013           | 12 апреля 2013           |

### Сезон 1: «Спартак: Кровь и песок» (2010)
Сюжет начинается на фоне союзных действий фракийских племён с римскими войсками против гетов. Римский легат Гай Клавдий Глабр, побуждаемый честолюбием и уговорами жены, решает перевести свои войска для противодействия Митридату. В ответ на это фракийцы считают союзный договор нарушенным и возвращаются на защиту своих домов от гетов. Взбешённый Глабр объявляет фракийцев дезертирами и пленит одного из их лидеров — Спартака, обращая последнего и его жену в рабство. Спартака в кандалах отправляют в Капую, а его жену продают сирийскому работорговцу. Пленные фракийцы предназначены для их убийства на арене во время фестиваля, посвящённого тестю Глабра — сенатору Альбинию, однако Спартак побеждает в своём бою и его покупает ланиста Квинт Лентулий Батиат для своей школы гладиаторов.

### Приквел: «Спартак: Боги арены» (2011)
Дом Батиата становится известным, греясь в лучах славы скандального чемпиона Ганника, умение которого владеть мечом может сравниться только с его жаждой вина и женщин. Это времена, которых ждал молодой Батиат. Одержимый мыслью свергнуть своего отца и взять на себя управление лудусом, он свободно предаст любого, чтобы доказать, что его гладиаторы находятся в самой лучшей форме. И у него есть лояльная и мудрая жена Лукреция, для закулисных интриг привлекающая связи её обольстительной подруги Гайи, когда это нужно. Вместе они не остановятся ни перед чем, чтобы обмануть массы, захватить власть и обобрать Капую до нитки в этом смелом приквеле «Спартак: Кровь и песок».
«Спартак: Боги арены», приквел «Спартака: Кровь и песок», вышел на экраны 21 января 2011 года и рассказывает историю одного из чемпионов Дома Батиатов.

### Сезон 2: «Спартак: Месть» (2012)
Энди Уитфилд умер после безуспешного лечения рака ещё во время съёмок, и Спартака играет теперь Лиам Макинтайр. Невию играет теперь Синтия Аддай-Робинсон.
Съёмки «Спартак: Месть» начались в апреле 2011 года. Премьера состоялась 27 января 2012 года.

### Сезон 3: «Спартак: Война проклятых» (2013)
«Спартак: Война проклятых» является последним завершающим сезоном сериала. Сюжет 3 сезона рассказывает о том, что за восстание взялся Марк Красс. Съемки начались 10 апреля 2012 года, а премьера состоялась 25 января 2013

## Реакция и критика
Премьера первого эпизода сериала состоялась 22 января 2010. В первый же день показа этот сериал собрал 553 000 зрителей на канале Starz и ещё 460 000 на канале Encore . Остальные части сезона собрали 1,285 млн зрителей.